# Дем'янівка (Сімферопольський район)
Дем'я́нівка (крим. Demyanivka) — село Сімферопольського району Автономної Республіки Крим.